# Bitva u Toulonu (1744)
Bitva u Toulonu bylo námořní střetnutí ve Středozemním moři během války o rakouské dědictví. Dvoudenní bitva se odehrála v únoru 1744 poblíž francouzského přístavu Toulon. Utkaly se vyrovnané síly Francie a Španělska na jedné straně a Velké Británie jako spojence Marie Terezie na straně druhé. Bitva skončila v podstatě nerozhodně, v dlouhodobém důsledku ale Británie dočasně ztratila kontrolu nad Středomořím, proto je interpretována jako francouzsko-španělské vítězství. Okamžitý výsledek bitvy byl však neuspokojivý pro obě strany, což se projevilo v kariéře vrchních velitelů. Francouzský admirál Claude Elisée de Court de la Bruyėre byl v nemilosti odeslán do penze, zatímco britští admirálové Thomas Mathews a Richard Lestock byli předvoláni před válečný soud.

## Předehra

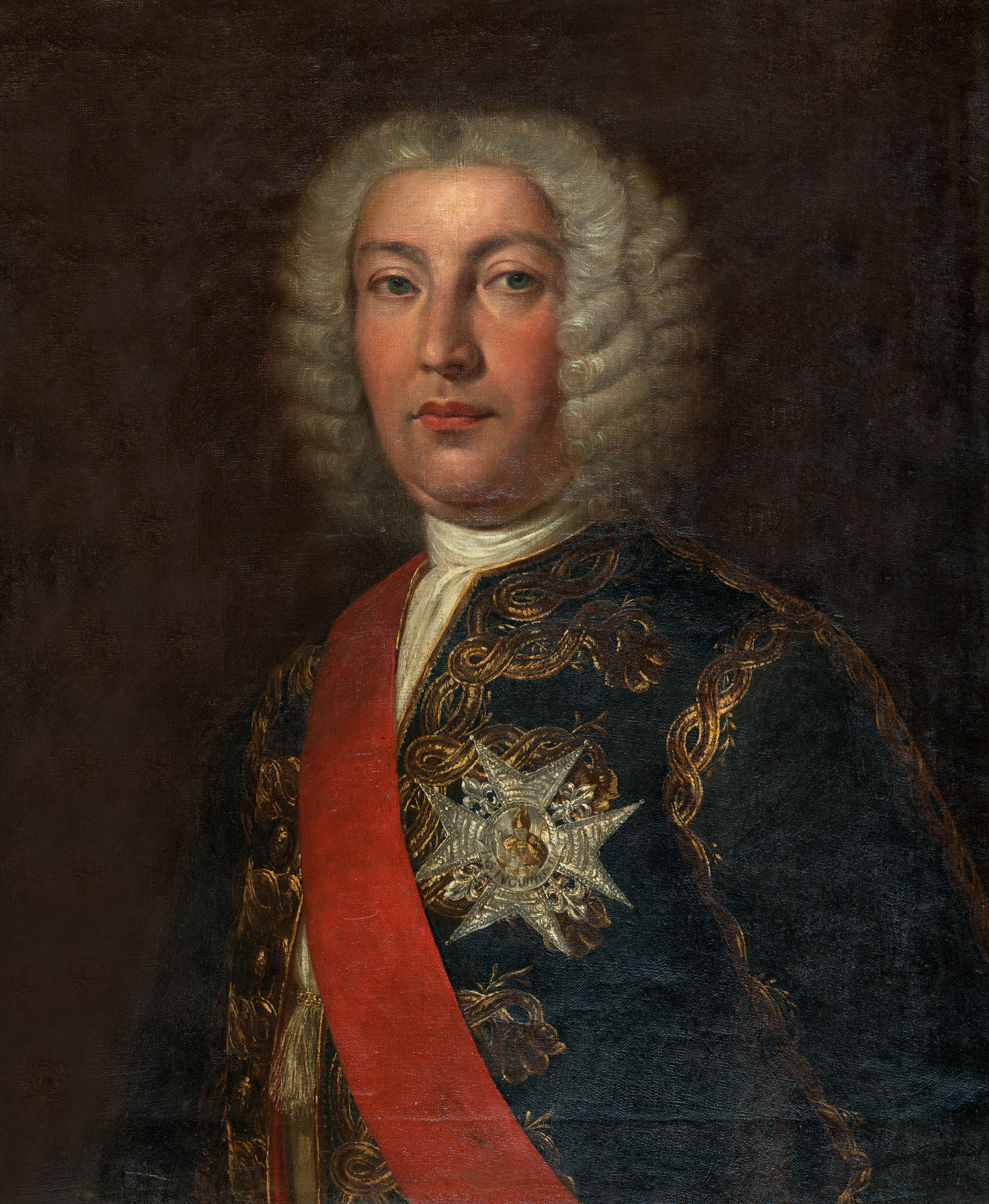
Španělský vrchní velitel admirál Juan José Navarro (1687–1772)

Přes pokračující boje ve střední Evropě předpokládali státníci a diplomaté, že těžiště války se během roku 1744 přesune do Itálie. Koncem roku 1743 se v Provence začalo shromažďovat spojené vojsko Francie a Španělska o síle zhruba 42 000 mužů, které mělo být na lodích přepraveno ke břehům Itálie. Velením vojska byli pověřeni princové královské krve, francouzský kníže Louis François de Conti (1717–1776) a španělský infant don Filip (1720–1765). Přesun armády do Itálie měl zajistit francouzský viceadmirál Claude Elisée de Court de La Bruyėre (1666–1752), veterán námořních válek ještě z konce 17. století. Francie však nebyla s Británií ve válečném stavu, takže formálním velitelem francouzsko-španělské floty se stal španělský admirál Juan José Navarro (1687–1772). Spojená flota Francie a Španělska disponovala počtem 33 řadových lodí a 12 fregat. Zhruba podobnou početní sílu mělo britské loďstvo ve Středomoří, které však mělo výraznou převahu v počtu děl. Britským vrchním velitelem ve Středomoří byl admirál Thomas Mathews (1676–1751), který byl v té době zároveň vyslancem u sardinského dvora a v dalších italských státech. O aktivitách Francouzů a Španělů v oblasti Provence a v přístavu Toulon byl dobře informován, navíc bylo připravováno vyplutí dalších dvaceti francouzských lodí z Brestu.

## Průběh bitvy

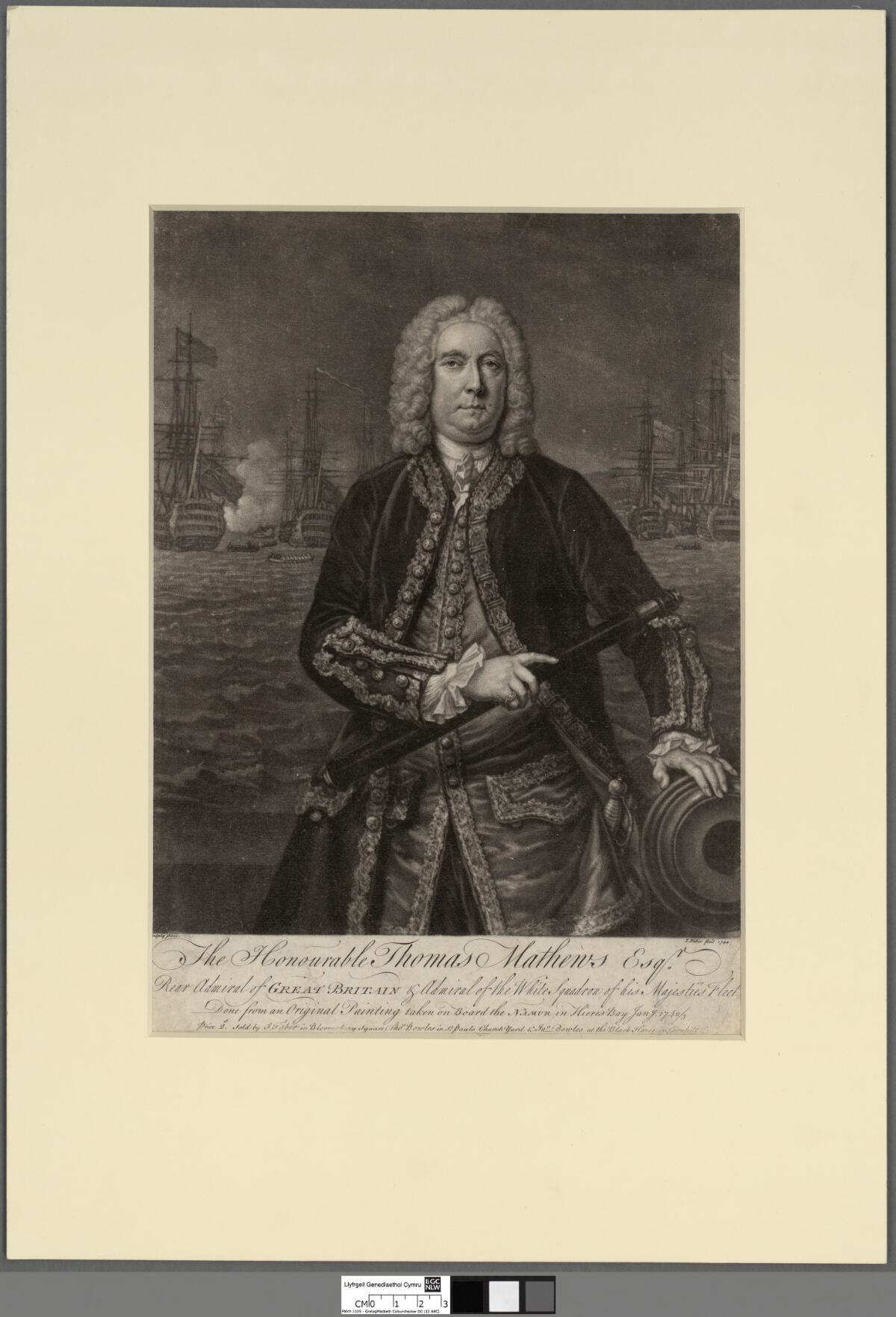
Britský vrchní velitel admirál Thomas Mathews (1676–1751)

Admirál Mathews ve snaze předejít spojení dvou velkých flot z Brestu a Toulonu opustil počátkem roku 1744 Neapol a osobně převzal velení britských námořních sil ve Středomoří. Akceschopnost loďstva byla na obou znepřátelených stranách negativně ovlivňována spory mezi vrchním velením. Španělé neměli velkou důvěru v aktivní podporu Francie, Francouzi naopak podceňovali bojeschopnost španělského loďstva. Na britské straně to byly napjaté osobní vztahy mezi vrchním velitelem admirálem Mathewsem a jeho zástupcem Lestockem. Španělsko-francouzské loďstvo opustilo Toulon 19. února 1744 a britská flota vyplula ve stejný den z nedalekého přístavu Hyėres. Hned v počátku se projevily žárlivé vztahy britských velitelů, kdy admirál Lestock dostal příkaz zastavit aktivní postup a vyčkat dalších pokynů od admirála Mathewse.
Nepřátelská lodstva se k sobě přiblížila ráno 22. února. Před polednem vydal admirál Mathews rozkaz k útoku, přestože Lestockovy lodě měl od sebe vzdáleny sedm kilometrů, díky povětrnostním podmínkám ale byla značně rozptýlena také francouzsko-španělská flota. Bezprostřední střetnutí s vlajkovou lodí Terrible francouzského admirála de Courta podstoupil britský admirál William Rowley. Naopak španělský vrchní velitel Navarro utrpěl hned na počátku bitvy lehké zranění, nechal se ošetřit a na další aktivitu rezignoval. Přes počáteční převahu utrpěli Britové značné ztráty, na lodi Marlborough zahynul hrdinskou smrtí kapitán James Cornewall. Dělostřeleckým útokem se vyznamenal pozdější admirál Edward Hawke. Ztráty byly na obou stranách srovnatelné, kvůli setmění byl boj zastaven, teprve k večeru se k Mathewsovi připojil viceadmirál Lestock se svými loděmi. Další útok nařídil Mathews ráno 23. února, kvůli silnému větru se ale španělské lodě vzdálily mimo dostřel. Jejich úspěšným pronásledováním byl pověřen Lestock, nakonec se ale na Mathewsův rozkaz musel stáhnout a britské loďstvo se následně vydalo směrem na svou základnu na Menorce.

## Důsledky

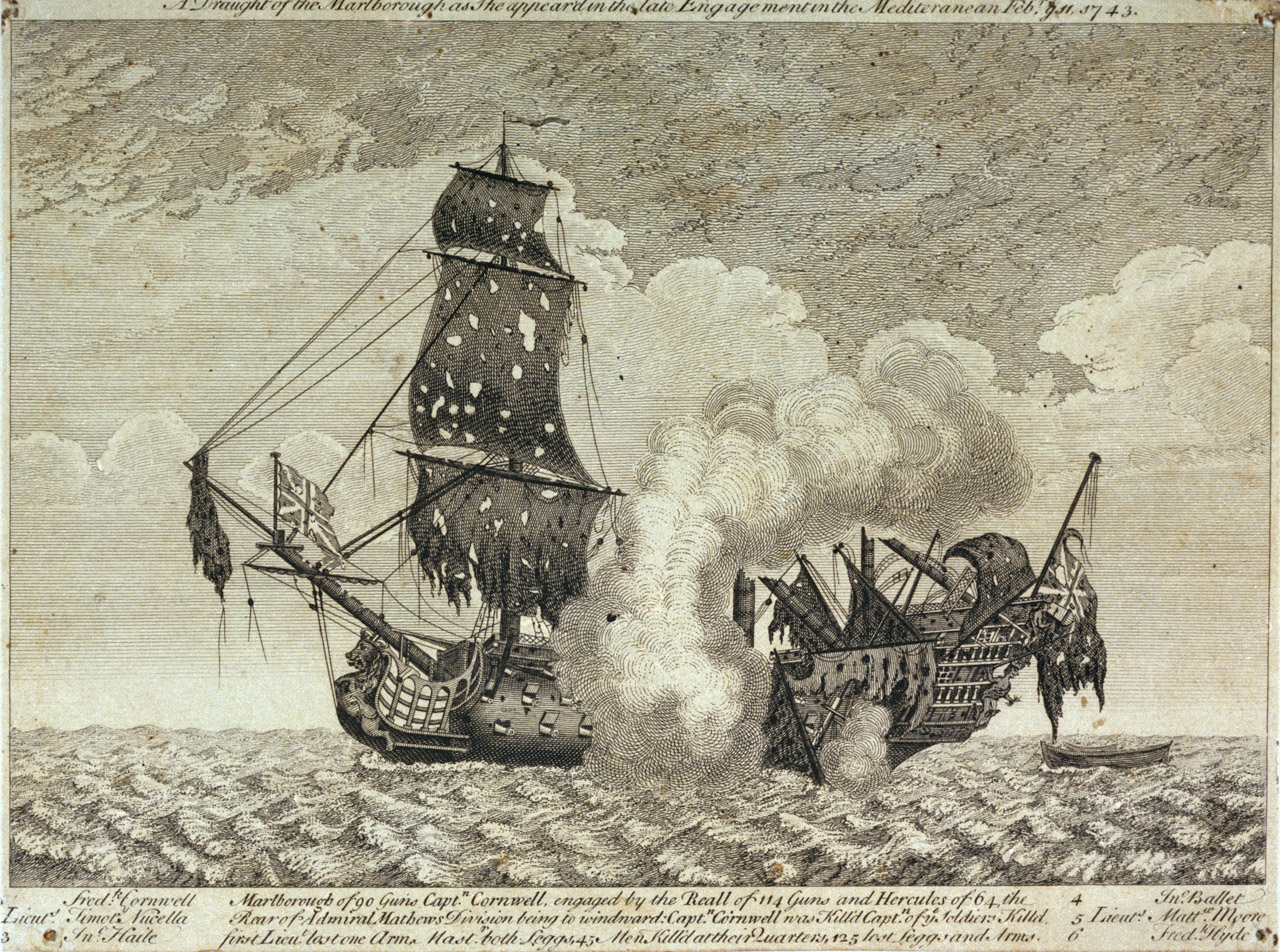
Britská loď Marlborough v bitvě u Toulonu

Měřeno počtem padlých a zraněných námořníků a počtem ztracených lodí skončila bitva u Toulonu v podstatě nerozhodně, ale díky britskému ústupu na ostrov Menorca došlo k dočasné nadvládě Španělů ve Středomoří. Situace oslabení britských pozic ve Středozemním moři byla v Londýně vnímána velmi citlivě a bitva u Toulonu je dnes interpretována jako jedna ze zásadních porážek britského loďstva v 18. století. Španělé se také podle plánu vylodili v jižní Itálii, s čímž předem počítala Marie Terezie, která pak do Neapole vyslala vojenský sbor pod velením generála Lobkowicze.
Bitva u Toulonu významně ovlivnila také životní osudy vrchních velitelů. Britští admirálové Mathews a Lestock byli předvoláni k válečnému soudu do Londýna, kde se řešil jejich podíl na britském neúspěchu. Po jejich vzájemném obviňování ze zbabělosti a neposlušnosti soud skončil tak, že admirál Mathews byl vyškrtnut ze seznamu námořních důstojníků a odeslán do penze (Válečnému soudu předsedal admirál Chaloner Ogle, který byl sám krátce předtím souzen v souvislosti s bitvou u Cartageny). Admirál Lestock díky razantní podpoře vlivných politiků dosáhl milosti a v roce 1746 se mohl vrátit do aktivní služby, zemřel však krátce poté. Francouzský admirál de Court byl odvolán a v nemilosti odeslán na své statky. Naopak španělský admirál Juan Navarro, který hned v počátku bitvy kvůli banálnímu zranění zcela rezignoval na další zasahování do bitvy, obdržel od krále Filipa V. titul markýze de la Victoria a jako námořní vojevůdce se uplatnil ještě za sedmileté války.